# Wardenisgebirge
Das Wardenisgebirge (armenisch Վարդենիսի լեռնաշղթա; russisch Вардени́сский хребе́т) ist ein Gebirgszug in Armenien. 
Das Wardenisgebirge begrenzt das Sewan-Becken im Süden. Es gehört zum Armenischen Hochland. Der Gebirgszug erstreckt sich über eine Länge von ungefähr 60 km in WSW-ONO-Richtung. Das Gebirge erreicht im Wardenis eine maximale Höhe von 3522 m. Es besteht hauptsächlich aus Basalt und Andesit. An den Berghängen wächst eine Steppe aus Xerophyten, Trockenheit liebende Pflanzen. In höheren Lagen kommt alpine Vegetation vor.

## Berge (Auswahl)
Im Folgenden sind eine Reihe von Gipfeln entlang dem Hauptkamm des Wardenisgebirges sortiert in West-Ost-Richtung aufgelistet: 
- Wardenis (3522 m) (⊙)